# Sâmya Maia
Sâmya Ferreira Maia (Fortaleza, 24 de fevereiro de 1983), mais conhecida simplesmente como Sâmya Maia, é uma cantora brasileira de forró eletrônico e apresentadora. Ganhou projeção nacional por ter integrado os vocais da banda Magníficos durante 18 anos. Possui mais de 20 anos de carreira. Atualmente segue em carreira solo.

## Biografia
Sâmya Ferreira Maia nasceu em Fortaleza, município brasileiro, capital do estado do Ceará em 24 de fevereiro de 1983. Deu início a carreira musical aos 13 anos de idade, na banda Sabor de Queijo e em seguida, foi convidada para integrar os vocais da banda Zanzibar, considerada uma das bandas mais importantes do Ceará na década de 90.
Na Zanzibar, Sâmya começou a ser reconhecida pelo público, participando de programas de televisão, sendo eles Planeta Xuxa, Raul Gil, entre outros.
Em 2000, foi contratada para integrar os vocais da banda Magníficos, banda na qual se consagrou e a tornou notória no cenário do forró. A artista acumulou grandes sucessos na banda, participou de 16 álbuns gravados e 2 DVDs. Em 2018, Sâmya se desliga da banda Magníficos, após 18 anos a frente do grupo.
Maia gravou diversas músicas de sucesso na banda Magníficos como: "É Chamego ou Xaveco?", "Essa Paixão Virou Chiclete",
"À Química do Amor", "Assim Sou Eu Sem Você", "Hoje Tem Balada", "Metade da Metade" entre outras.
Sâmya Maia também apresentou o programa "MatuTV" na TV Tambaú, afiliada do SBT em João Pessoa.